# Baruch (postać biblijna)

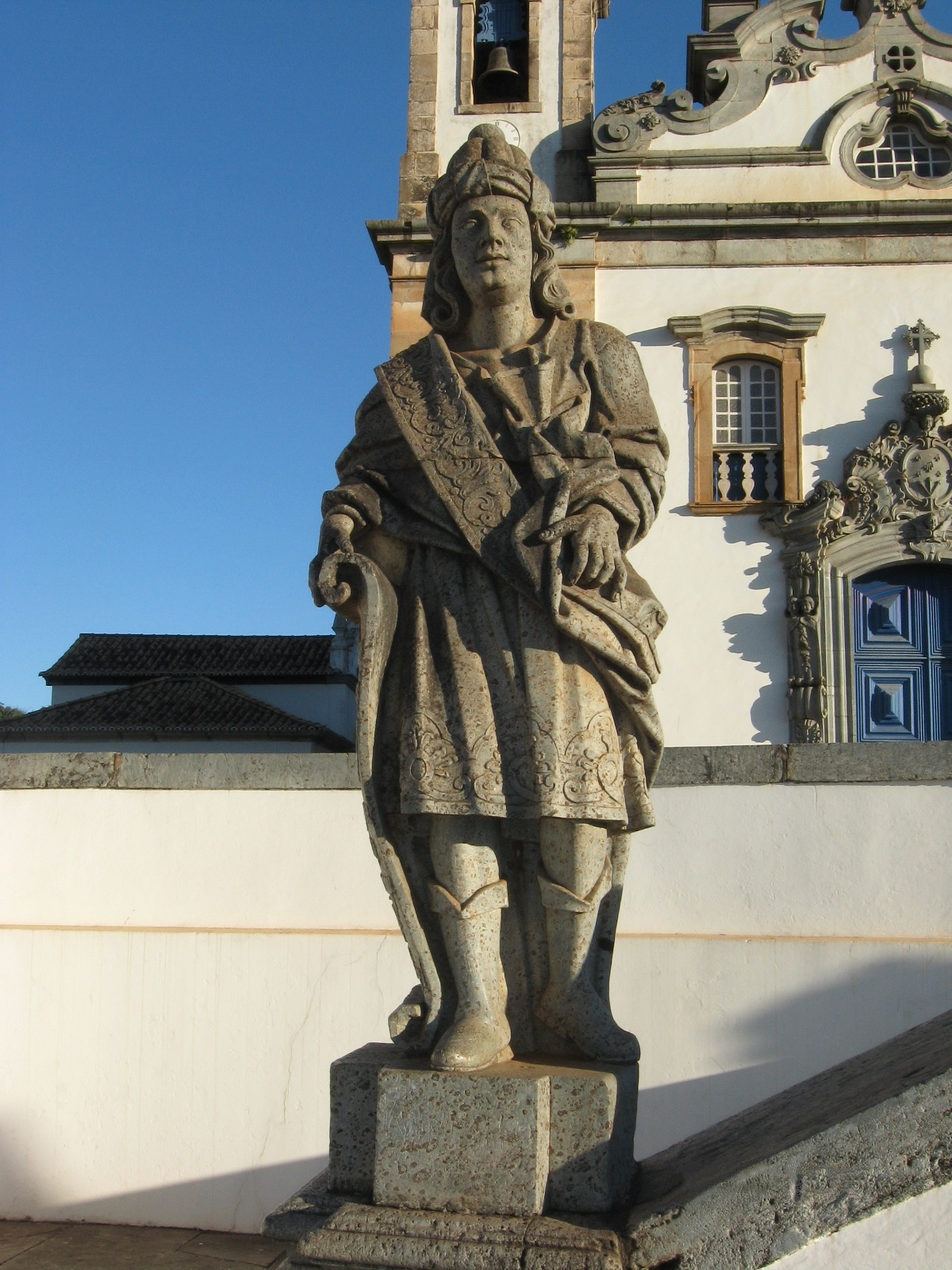
Figura proroka Barucha

Baruch (hebr. ‏בָּרוּךְ‎, „błogosławiony”) – postać biblijna. Przypisuje się mu autorstwo deuterokanonicznej Księgi Barucha uważanej przez chrześcijan katolickich, prawosławnych i koptyjskich za prorocką i zaliczaną do kanonu Biblii.
Prorok Baruch był sekretarzem i przyjacielem proroka Jeremiasza, o czym wspomina Jr 45,1:

Słowo, jakie prorok Jeremiasz oznajmił Baruchowi, synowi Neriasza, gdy spisał on w księdze
tamte słowa pod dyktando Jeremiasza w czwartym roku [panowania] króla judzkiego Jojakima,
syna Jozjasza.

Towarzyszył mu także, gdy mimo sprzeciwu zostali siłą zabrani do Egiptu:

Zabrał więc Jochanan, syn Kareacha, i wszyscy dowódcy wojskowi całą resztę Judy,
która powróciła z różnych okolic, gdzie byli rozproszeni, by zamieszkać w ziemi judzkiej,
mężów, i niewiasty, i dzieci, i córki królewskie, i każdą duszę, którą Nabuzardan,
hetman żołnierski, z Godoljaszem, synem Achikamowym, syna Safanowego, zostawił,
i z Jeremijaszem prorokiem, i z Baruchem, synem Neryjaszowym; I weszli do ziemi Egipskiej,
bo nie byli posłuszni głosowi Pańskiemu, i przyszli do Tachpanches.

## Księga Barucha
Księga Barucha ma prorocki charakter. Nie należy do Biblii Hebrajskiej. Znajdowała się natomiast w niektórych kodeksach Septuaginty i w Wulgacie. Znane są jedynie greckie tłumaczenia tekstu księgi, lecz ze względu na charakter użytego języka przypuszcza się, że oryginalnym językiem był aramejski, lub hebrajski. Czas powstania księgi nie jest dokładnie znany.